# Proactividad
En el comportamiento organizacional y la psicología industrial / organizacional , la proactividad o el comportamiento proactivo de los individuos se refiere al comportamiento anticipatorio, orientado al cambio y autoiniciado en diversas situaciones. El comportamiento proactivo implica actuar antes de una situación futura, en lugar de sólo reaccionar. Significa tomar el control y hacer que las cosas sucedan en lugar de simplemente ajustarse a una situación o esperar a que suceda algo. Los empleados proactivos generalmente no necesitan que se les pida que actúen, ni requieren instrucciones detalladas.
El comportamiento proactivo se puede contrastar con otros comportamientos relacionados con el trabajo, como el dominio, es decir, el cumplimiento de requisitos predecibles del trabajo o la adaptabilidad, el manejo exitoso y el apoyo al cambio iniciado por otros en la organización. Con respecto a lo último, mientras que la adaptabilidad se trata de responder al cambio, la proactividad se trata de iniciar el cambio.
La proactividad no está restringida a comportamientos de desempeño de rol adicionales. Los empleados pueden ser proactivos en su rol prescrito (por ejemplo, cambiando la forma en que realizan una tarea central para ser más eficientes). Del mismo modo, los comportamientos etiquetados como comportamiento de ciudadanía organizacional (CCO) pueden llevarse a cabo de manera proactiva o pasiva. Por ejemplo, el CCO altruista puede ser de naturaleza proactiva (por ejemplo, ofrecer ayuda a los compañeros de trabajo antes de pedir ayuda).

## Historia
En el comportamiento organizacional y la psicología industrial / organizacional , la proactividad o el comportamiento proactivo de los individuos se refiere al comportamiento anticipatorio, orientado al cambio y autoiniciado en diversas situaciones.1 El comportamiento proactivo implica actuar antes de una situación futura, en lugar de solo reaccionar. Significa tomar el control y hacer que las cosas sucedan en lugar de simplemente ajustarse a una situación o esperar a que suceda algo. Los empleados proactivos generalmente no necesitan que se les pida que actúen, ni requieren instrucciones detalladas.
El comportamiento proactivo se puede contrastar con otros comportamientos relacionados con el trabajo, como el dominio, es decir, el cumplimiento de requisitos predecibles del trabajo o la adaptabilidad, el manejo exitoso y el apoyo al cambio iniciado por otros en la organización. Con respecto a lo último, mientras que la adaptabilidad se trata de responder al cambio, en la proactividad se busca iniciar el cambio.
La proactividad no está restringida a comportamientos de desempeño de rol adicionales. Los empleados pueden ser proactivos en su rol prescrito (por ejemplo, cambiando la forma en que realizan una tarea central para ser más eficientes). Del mismo modo, los comportamientos etiquetados como comportamiento de ciudadanía organizacional (CCO) pueden llevarse a cabo de manera proactiva o pasiva. Por ejemplo, el CCO altruista puede ser de naturaleza proactiva (por ejemplo, ofrecer ayuda a los compañeros de trabajo antes de pedir ayuda).

### Etimología
Se trata de una palabra compuesta, la combinación de un prefijo griego ( "pro", que significa "antes") y del adjetivo "activa" que proviene del latín ("activus", que tiene la capacidad de hacer), dando como resultado las frases siguientes "hacer antes" o "anticiparse a".

## Significado
Según Duden, proactivamente significa: "mediante una planificación diferenciada por adelantado y una acción decidida, el desarrollo de un evento en sí mismo que determina y provoca una situación". La proactividad se refiere a la acción de iniciativa, en contraste con una acción de esperar y ver. También incluye una afirmación especial de acción desde una actitud interna.
Si bien la actividad no necesariamente se planifica (por ejemplo, en forma de acción a ciegas), la acción proactiva requiere una planificación y expectativas anticipadas.
En la lengua anglosajona, el término (sólo desde este milenio), es usado frecuentemente en el campo de la administración.

## Uso en la vida cotidiana
- Se espera que los anuncios de trabajo "reaccionen", "actúen", "reconozcan", "informen", "resuelvan problemas" y "busquen soluciones" proactivamente. Los mismos verbos se vinculó activamente a finales de la década de 2000.[4]

- La publicidad puede funcionar con personas de edad avanzada, pueden hacer que se vean increíblemente jóvenes y frescas, porque hacen algo de forma proactiva diligente por su salud y rendimiento físico, en contraste con un tratamiento meramente sintomático de enfermedades ya ocurridas.

## Diferencias  entre las personas reactivas y  las proactivas

### Las personas reactivas
Las personas "reactivas" son personas que reaccionan ante un determinado estímulo. Esta reacción puede ser favorable o desfavorable para la persona o grupo de personas que la ejecutaron sobre un determinado grupo de personas.

### Las personas proactivas
Se mueven por valores cuidadosamente meditados y seleccionados: pueden pasar muchas cosas en su
alrededor pero son dueñas de cómo quieren reaccionar ante esos estímulos. Centran sus esfuerzos en el círculo de influencia: Se dedican a aquellas cosas con respecto a las cuales pueden hacer algo. Su energía es positiva, con lo cual amplían su círculo de influencia.

## Qué no es la proactividad
La proactividad no tiene nada que ver con el activismo o la hiperactividad. Ser proactivo no significa actuar deprisa, de forma caótica y desorganizada, dejándose llevar por los impulsos del momento.
Las personas que tienen el hábito de la proactividad no son agresivas, arrogantes o insensibles, como defienden algunos tópicos, sino que se mueven por valores, saben lo que necesitan y actúan en consecuencia.
El concepto opuesto es el de reactividad, tomar una actitud pasiva y ser sujeto de las circunstancias y, por ende, de los problemas. La definición extendida por Stephen R. Covey dice que la conducta individual es función de las decisiones propias y no de las condiciones.